# Bangor (Wales)
Bangor (angol kiejtés: /ˈbæŋɡər/; velszi: [ˈbaŋɡɔr]) város Gwynedd régióban, Wales északi részén. Nagy-Britannia egyik legkisebb városa. A legrégebbi város Walesben.
Történelmi egyetemi város, 18 808 lakossal (2011), beleszámítva a Bangor Egyetem mintegy 10 ezer diákját, és a Pentir közösséget.
Bangor Wales egyik városa a hat város közül, de lakosságát nézve csak a 36. legnagyobb. A 2001-es népszámlálás adatai szerint a lakosság nem-diák része 46,6%-a beszél walesiül. A városban nagy számban találhatók velszi feliratok és elnevezések.

## Földrajza

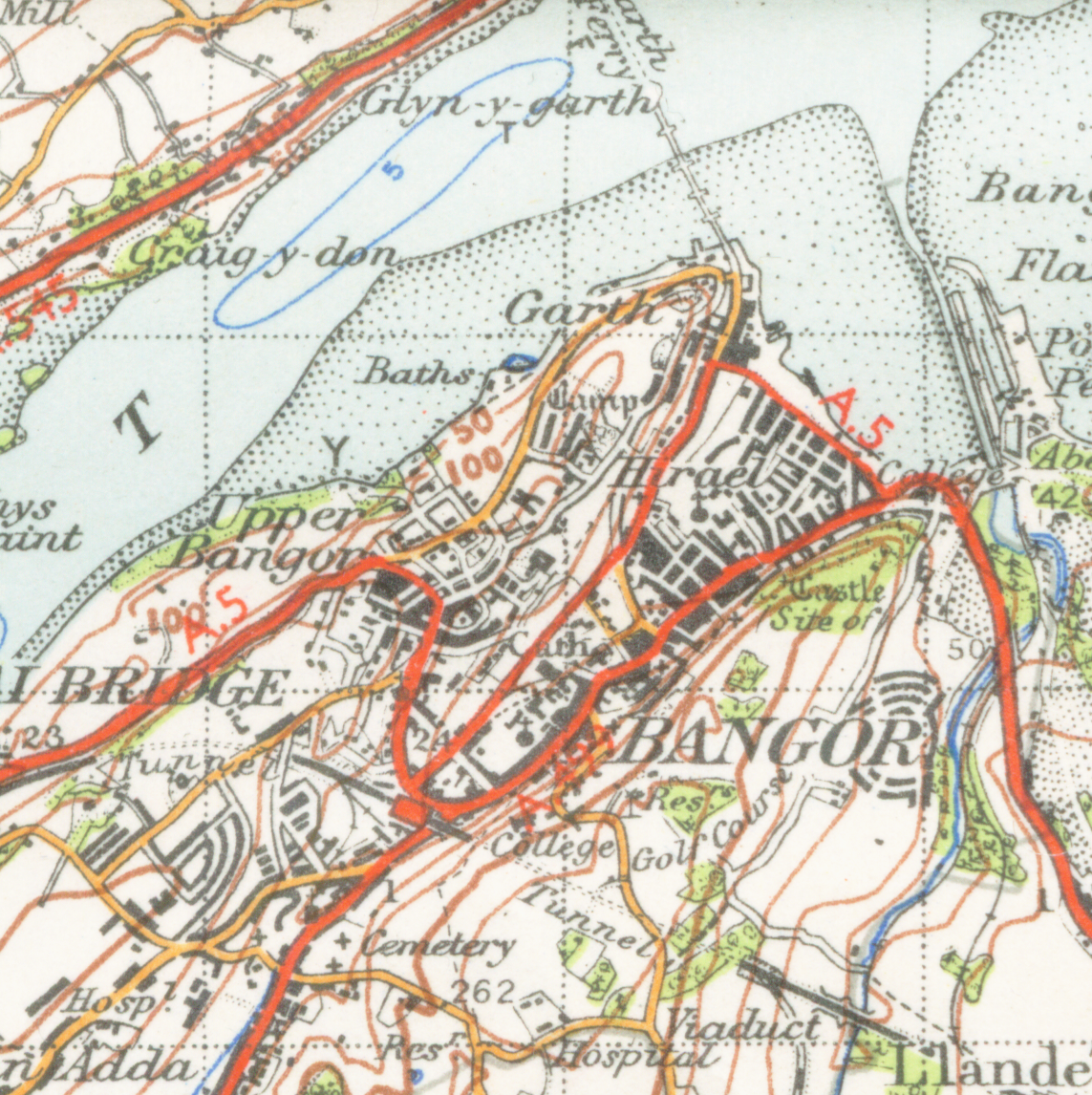
Bangor térképe 1947-ből

Bangor Wales északi partjainál fekszik, a Menai-szoros közelében, amely Anglesey szigetét választja el Gweneddtől. A Bangori-hegység a város magjától keletre terül el, de a hatalmas Maesgeirchen-birtok a hegység keleti részén fekszik, Port Penryhn közelében. A Bangori-hegység árnyékot vet a High Streetre, Glan Addára és a Hirael földekre, így novembertől márciusig a High Street egy része nem kap napfényt. Egy másik hegyhát a High Street északi részénél emelkedik, kettéosztva a város központját a Menai Street déli részén. Ezt a városrészt Felső-Bangornak (Bangor Uchaf) nevezik.
Bangornak két folyója van a város határain belül. Az Adda-folyó egy föld alatti csatornákból álló folyó, amely a föld felett csak a város nyugati részén bukkan fel, míg a Cegin-folyó Port Penrhys-nél lép be a város kelti felébe. A Port Penrhys fontos kikötő volt a 19. században, innen exportálták a palát, amit a Penrhys kőfejtőben bányásztak.
Bangor a Prestatynba tartó 100 km hosszú tengerparti gyalogút, az Észak-Walesi-Út nyugati végén fekszik. Az 5-ös, 8-as kerékpárút és a 85-ös nemzeti kerékpárút hálózat útvonalán is fekszik.
A bangori vasútállomás, amely a várost összeköti Wales-szel, az észak walesi parti útvonalon található.

## Története

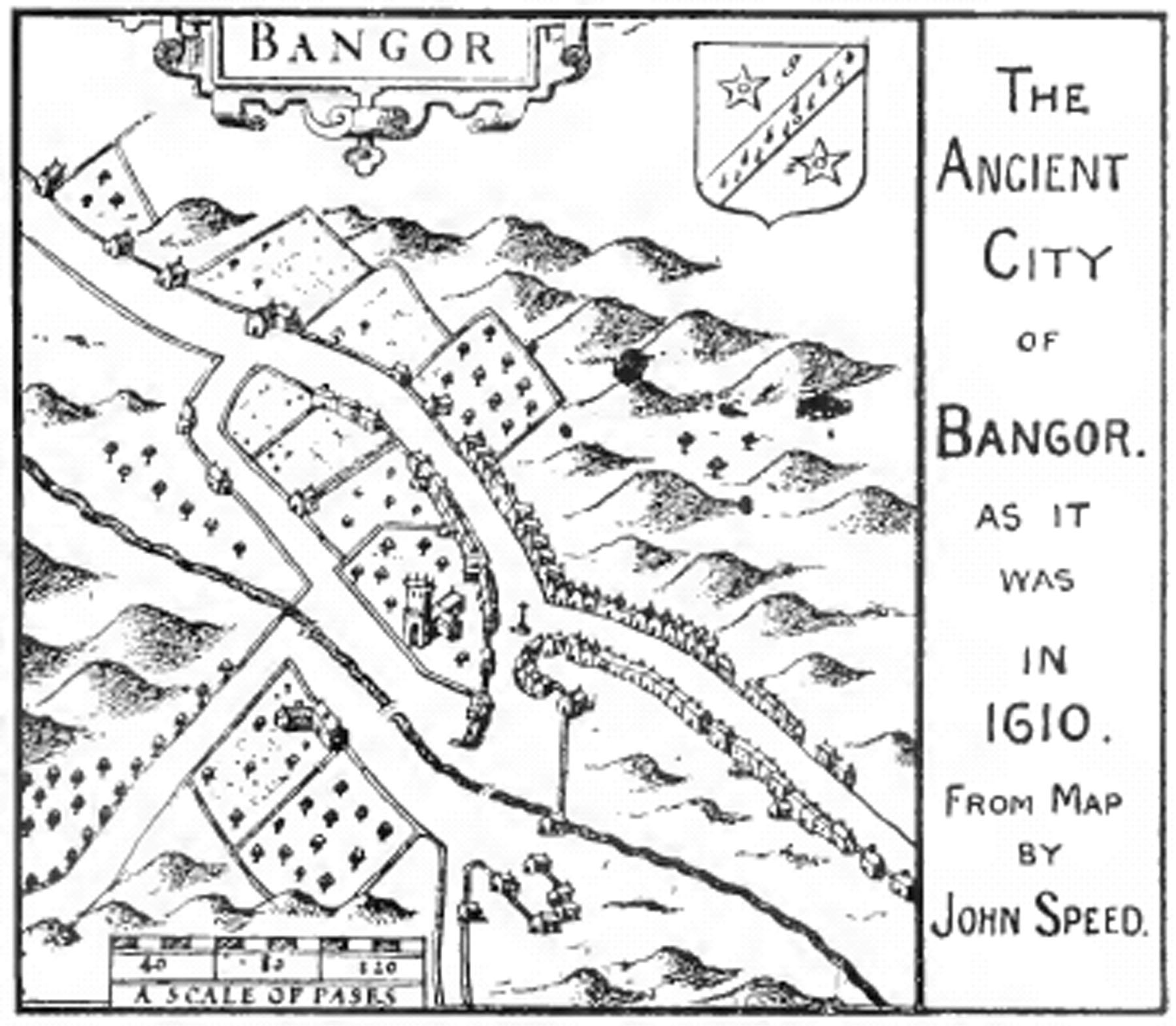
Bangor térkép (1610)

A város alapítása a bangori katedrális helyén alapított monostor megalapításának idejéig megy vissza a korai 6. századba. A monostort a kelta szent Deiniol alapította. Maga a Bangor név egy régi walesi szó, „körülzárt terület”-et jelent, amilyen területen a katedrális is feküdt. A mai katedrális az évszázadok során számos változtatáson esett át.
Bár maga az épület nem a legrégibb, és nem is a legnagyobb, a bangori érsekség mégis az egyik legrégibb Britanniában. Egy másik érdekesség az, hogy állítólag a bangori High Street Wales leghosszabb utcája. A barátok iskolája 1557-ben lett alapítva, mint szabad iskola, a Bangor Egyetem pedig 1884-ben.

## Galéria

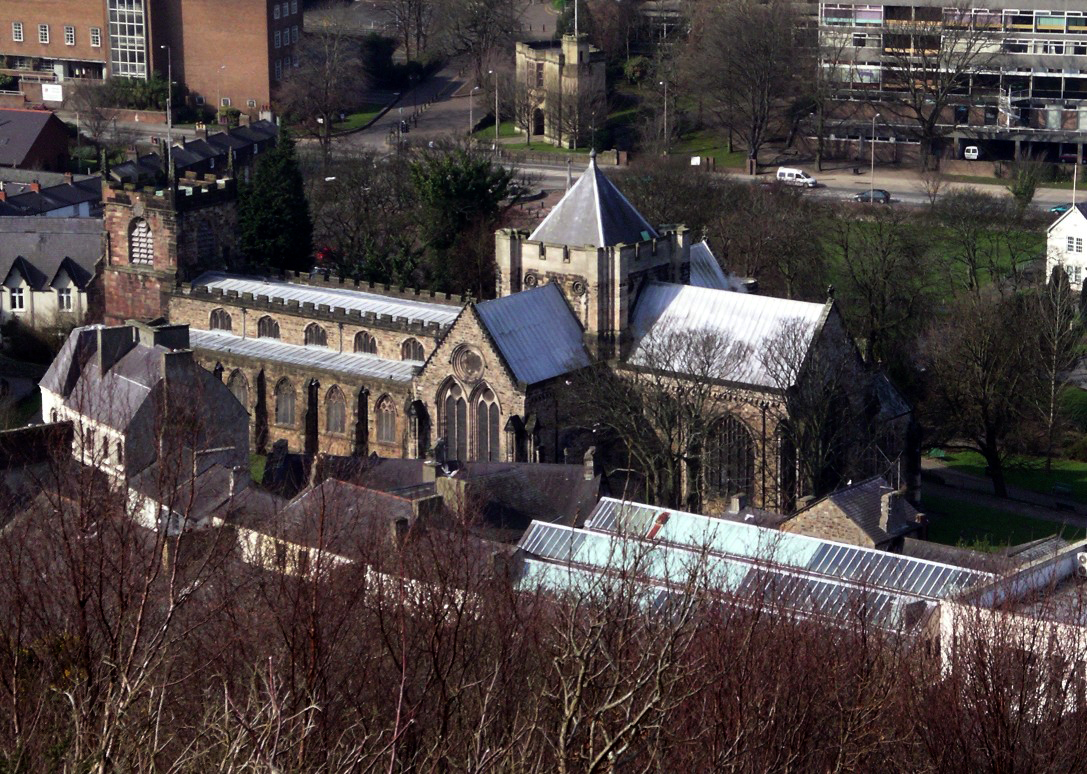
A bangori katedrális a hegységről nézve
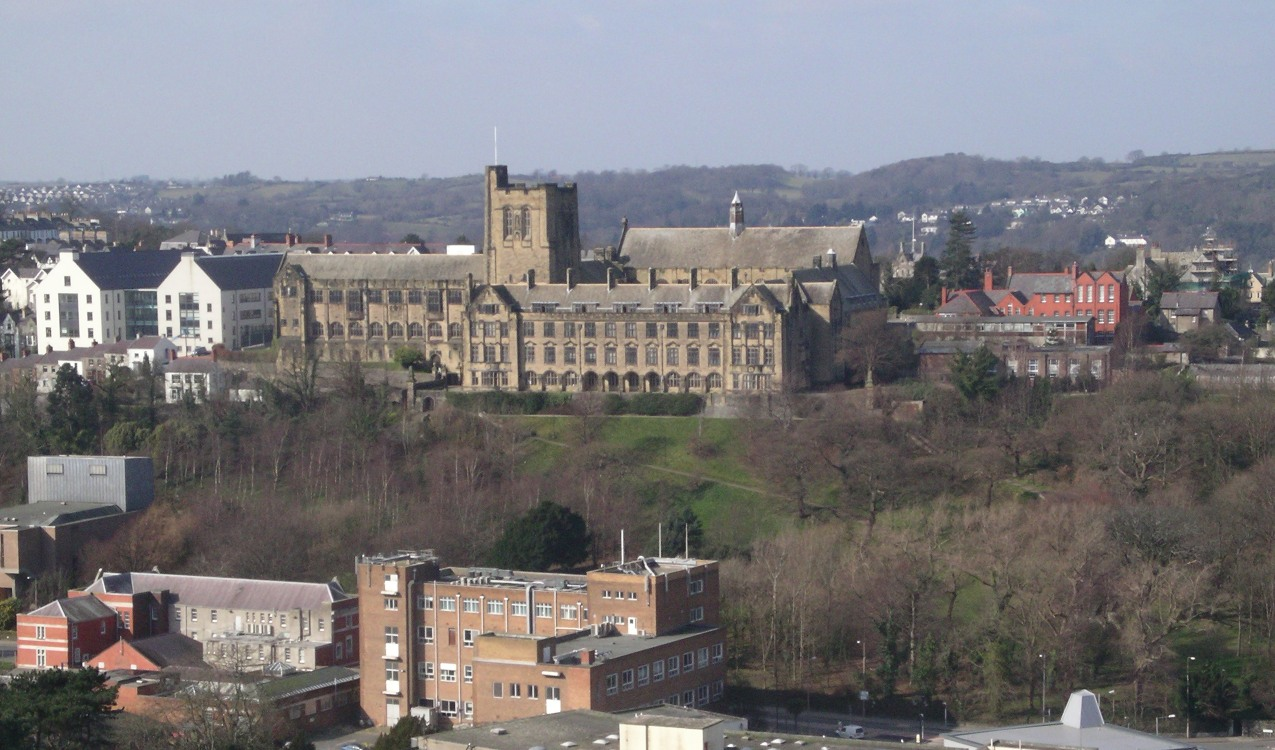
A Bangor Egyetem a hegységről nézve
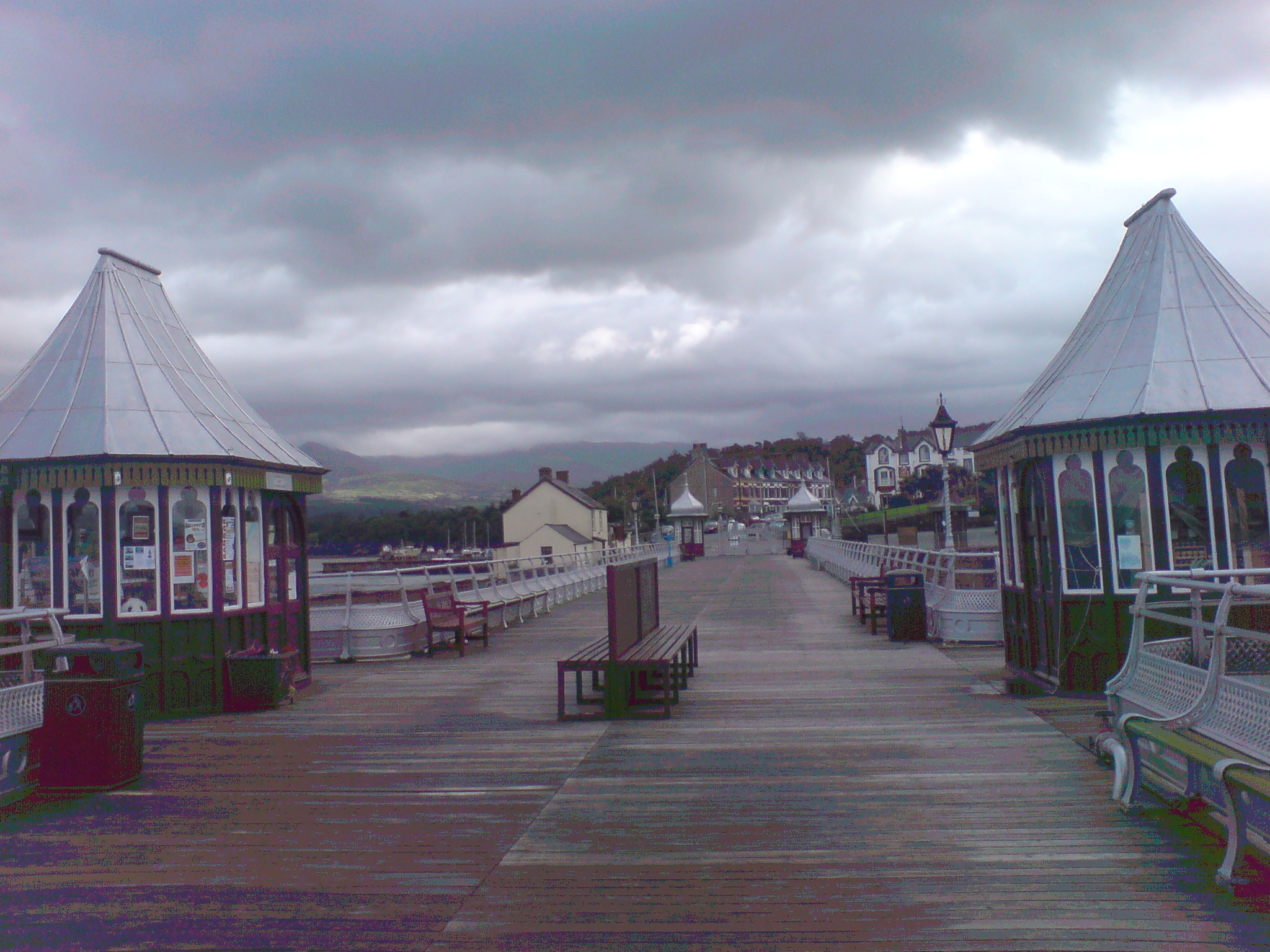
A Garth-móló, Anglesey partjaival a háttérben
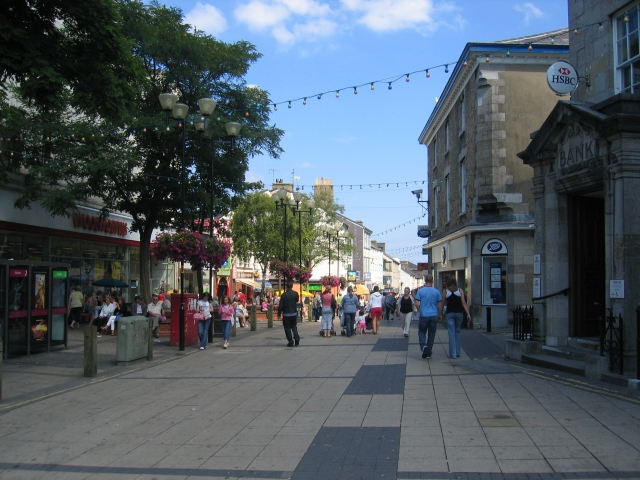
A bangori High Street